# 한다촌 (효고현)
한다촌(半田村)은 효고현 이보군에 있던 촌이다. 현재의 다쓰노시 북부에 해당한다.

## 역사
- 1889년 4월 1일 - 정촌제 시행에 의해 잇사이군 한다촌이 성립하였다.
- 1896년 4월 1일 - 이보군이 성립하여, 소속이 변경되었다.
- 1948년 4월 1일 - 고우치촌, 간베촌과 합병해 이보가와정이 성립하여, 동일 한다촌은 폐지되었다.

## 교통

### 도로
현재는 구촌역을 산요자동차도가 통과하지만, 당시는 미개통

## 참고문헌
- 가도카와 일본지명대사전 28 효고현